# アラスカ (原子力潜水艦)
|          |                                                                 |
| 艦歴     |                                                                 |
| 発注     | 1978年2月27日                                                   |
| 起工     | 1983年3月9日                                                    |
| 進水     | 1985年1月12日                                                   |
| 就役     | 1986年1月25日                                                   |
| その後   | 就役中                                                          |
| 母港     | ジョージア州キングズベイ海軍潜水艦基地                          |
| 性能諸元 |                                                                 |
| 排水量   | 水上：16,765 トン 水中：18,750 トン                             |
| 全長     | 170.69 m (560 ft)                                               |
| 全幅     | 12.8 m (42 ft)                                                  |
| 喫水     | 11.5 m (38 ft)                                                  |
| 最大速   | 20ノット以上 (37+ km/h)                                         |
| 潜行深度 |                                                                 |
| 機関     | S8G reactor 1基                                                 |
| 乗員     | 士官13名、兵員140名                                             |
| 兵装     | 21インチ魚雷発射管4門 Mk-48魚雷 トライデント II弾道ミサイル24発 |
| モットー | Alert, Confident, Able                                          |
|          |                                                                 |

アラスカ(USS Alaska, SSBN-732)は、アメリカ海軍のオハイオ級原子力潜水艦の7番艦。艦名はアラスカ州に因んで命名された。その名を持つ艦としてはアラスカ級大型巡洋艦1番艦(CB-1)以来4隻目。

## 艦歴
アラスカの建造は1978年2月27日にコネチカット州グロトンのジェネラル・ダイナミクス・エレクトリック・ボート社に発注され、1983年3月9日に起工した。1985年1月12日にキャサリン・スティーヴンズ夫人によって命名、進水し、1986年1月25日にブルー班のポール・L・キャラハン艦長およびゴールド班のチャールズ・J・チョバックス艦長の指揮下就役した。
アラスカはワシントン州バンゴールに配属されたが、現在の母港はジョージア州のキングズベイ海軍潜水艦基地である。